# José Nasazzi
José Nasazzi Yarza (n. 24 mai 1901, Montevideo, Departamentul Montevideo, Uruguay – d. 17 iunie 1968, Montevideo, Departamentul Montevideo, Uruguay) a fost căpitanul naționalei uruguayene, câștigătoare a Campionatului Mondial de Fotbal 1930.

## Titluri
Naționale
- Primera División: 1933, 1934

Uruguay
- Campionatul Mondial de Fotbal: 1930
- Fotbal la Jocurile Olimpice: 1924, 1928
- Copa América: 1923, 1924, 1926, 1935

Individual
- Cel mai bun jucător al Cupei Américii: 1923, 1935
- Al 26-lea cel mai bun fotbalist sud-american al secolului al XX-lea (conform IFFHS).

## Legături externe
- José Nasazzi pe site-ul FIFA (arhivat)
- en José Nasazzi la Olympedia.org